# Christian Ehwald

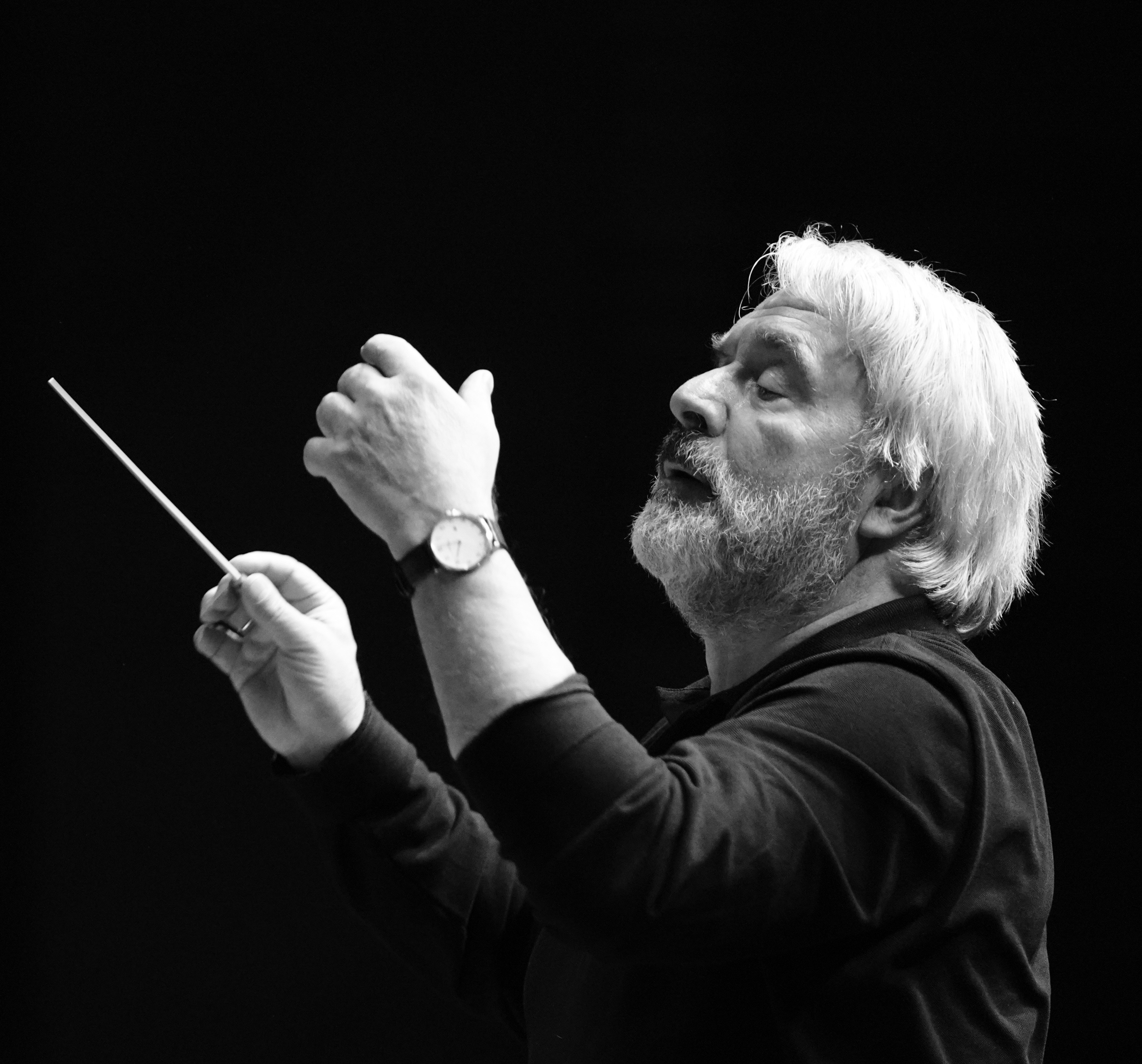
Christian Ehwald, 2019

Christian Ehwald (* 1953 in Eberswalde) ist ein deutscher Dirigent und Hochschullehrer.

## Leben
Ehwald studierte 1973 bis 1978 an der Hochschule für Musik Hanns Eisler Berlin bei dem Dirigenten Horst Förster. Später setzte er seine Studien am Sankt Petersburger Konservatorium N.A. Rimski Korssakow bei Arvid Jansons und Mariss Jansons fort.
1981 bis 1988 wirkte er als Chefdirigent der Jenaer Philharmonie. Ab 1981 war er Gastdirigent u. a. bei den Berliner Philharmonikern, der Staatskapelle Dresden, den Sinfonieorchestern des Bayerischen Rundfunks, des Westdeutschen Rundfunks und des Mitteldeutschen Rundfunks sowie beim Rundfunk-Sinfonieorchester Berlin, den Sankt Petersburger Philharmonikern, dem NHK-Sinfonieorchester Tokyo und beim Yomiuri Nippon Symphony Orchestra Tokyo.
Ehwald war von 1998 bis 2002 Generalmusikdirektor am Opernhaus Magdeburg und Chefdirigent der Magdeburgischen Philharmonie.
Ab 2002 hatte er für zwanzig Jahre eine Professur für Orchesterdirigieren an der Berliner Musikhochschule Hanns Eisler und damit zugleich die Leitung des Hochschulorchesters inne. Zu seinen Schülern zählen unter anderem Lahav Shani, Kah Chun Wong, und Kristiina Poska.
Ehwald arbeitete häufig mit der Staatsoper Berlin und dem Gewandhausorchester Leipzig zusammen und unternahm mit der Berliner Staatskapelle Tourneen nach England, Australien und Neuseeland. Er übernahm die musikalische Leitung bei diversen Fernsehproduktionen u. a. mit dem NHK-Sinfonieorchester Orchestra Tokyo, den St. Petersburger Philharmonikern, dem Orchestra Sinfonica Nazionale della RAI Rom, der Slowakischen Philharmonie, dem Rundfunk-Sinfonieorchester Zagreb, den Prager Sinfonikern und dem Sinfonieorchester des Bayerischen Rundfunks.
2008 bis 2014 war Ehwald außerdem Musikdirektor des Shenzhen Symphony Orchestra, China.
Ehwald ist mit der Musikwissenschaftlerin Tatjana Ehwald verheiratet. Sie haben zwei Töchter: die Musikjournalistin Mascha Drost und die Pianistin Natalia Ehwald.

## Preise und Auszeichnungen
- 1979: 3. Preis beim 6. Herbert-von-Karajan-Dirigentenwettbewerb
- 2000: Wagnerproduktion des Jahres für die Walküre in Magdeburg (Regie: Christian Kube) der Zeitschrift Opernwelt
- 2005: Preis der deutschen Schallplattenkritik 3/2005[2] und Supersonic-Award des Pizzicato Magazins 9/2005 für die Gesamteinspielung der Violinkonzerte von Hans Werner Henze mit Torsten Jannicke
- 2015: Ehrendirigent des Shenzhen Symphony Orchestra[3]

## Diskografie (Auswahl)
- Aram Chachaturian, Cellokonzert e-Moll, mit Xenia Jankovic (Violoncello), RTS Radio Symphony Orchestra, Leitung Christian Ehwald und Dejan Savic. Calliope Records 2020.
- Hans Werner Henze: Violinkonzerte 1–3, Magdeburgische Philharmonie, Leitung: Christian Ehwald, Solist: Torsten Jannicke. Musikproduktion Dabringhaus und Grimm 2005.
- MUSIC for you: Brahms • Dvořák • Fibich • Grieg • Khachaturian • Schumann • Sibelius • Smetana • Suk • Tchaikovsky, Košice State Philharmonic Orchestra, Leitung Christian Ehwald; Opus 1990.
- Jaan Rääts: Sinfonie Nr. 8 Op. 74, Béla Bartók: Konzert für Orchester. Magdeburgische Philharmonie, Leitung: Christian Ehwald. Antes Edition 2003.
- Wort und Musik. Tschernobyl-Konzert in der Philharmonie Berlin. Zum 20. Jahrestag, mit Therese Affolter, Christian Brückner, Thomas Quasthoff, dem Scharoun Ensemble Berlin, Sinfonieorchester der Hochschule für Musik Hanns Eisler Berlin, Leitung: Christian Ehwald. IPNNW 2006.
- Alexander von Zemlinsky: Lyrische Sinfonie. Bella Musica 2001.